# Congreso Universal de Esperanto
El Congreso Universal de Esperanto (en esperanto: Universala Kongreso de Esperanto) tiene la más larga tradición de entre las convenciones internacionales de esperanto, llevándose a cabo casi ininterrumpidamente por más de cien años. Los congresos se han organizado cada año desde 1905, excepto durante las guerras mundiales. La Asociación Universal de Esperanto ha estado organizando estos encuentros desde 1920.
Estos congresos se organizan año a año y reúnen un promedio de 2000 participantes (desde la Segunda Guerra Mundial). El número promedio de países representados es de 60 y, al contrario que en otros congresos internacionales, no ha habido necesidad de intérpretes entre sus participantes de tan diversos orígenes ni de que se reúnan por idiomas maternos para discutir temas variados entre todos.
La cantidad de asistentes ha oscilado entre los 696 y 6000 dependiendo del punto de reunión. El Congreso Mundial dura 8 días y suele ocurrir de sábado a sábado, entre la última semana de julio y la primera de agosto.

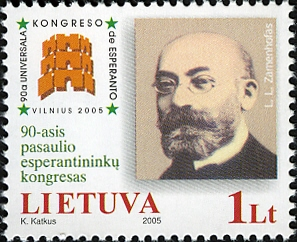
Estampa de Lituania en Esperanto, 2005

| N.º                    | Año  | Ciudad           | País                             | N.º de participantes                    |
| ---------------------- | ---- | ---------------- | -------------------------------- | --------------------------------------- |
| 109                    | 2024 | Arusha           | Tanzania                         |                                         |
| 108                    | 2023 | Turín            | Italia                           |                                         |
| 107                    | 2022 | Montreal         | Canadá                           |                                         |
| 106                    | 2021 | internet         | II Congreso Virtual de Esperanto |                                         |
| 105                    | 2020 | internet         | I Congreso Virtual de Esperanto  | 1.860                                   |
| 104                    | 2019 | Lahti            | Finlandia                        | 917                                     |
| 103                    | 2018 | Lisboa           | Portugal                         | 1.567                                   |
| 102                    | 2017 | Seúl             | Corea del Sur                    | 1.138                                   |
| 101                    | 2016 | Nitra            | Eslovaquia                       | 1.221                                   |
| 100                    | 2015 | Lille            | Francia                          | 2.698                                   |
| 99                     | 2014 | Buenos Aires     | Argentina                        | 696                                     |
| 98                     | 2013 | Reikiavik        | Islandia                         | 1.034                                   |
| 97                     | 2012 | Hanói            | Vietnam                          | 866                                     |
| 96                     | 2011 | Copenhague       | Dinamarca                        | 1.458                                   |
| 95                     | 2010 | La Habana        | Cuba                             | 1.002                                   |
| 94                     | 2009 | Białystok        | Polonia                          | 1.860                                   |
| 93                     | 2008 | Róterdam         | Países Bajos                     | 1.845                                   |
| 92                     | 2007 | Yokohama         | Japón                            | 1.901                                   |
| 91                     | 2006 | Florencia        | Italia                           | 2.209                                   |
| 90                     | 2005 | Vilna            | Lituania                         | 2.235                                   |
| 89                     | 2004 | Pekín            | China                            | 2.031                                   |
| 88                     | 2003 | Gotemburgo       | Suecia                           | 1.791                                   |
| 87                     | 2002 | Fortaleza        | Brasil                           | 1.484                                   |
| 86                     | 2001 | Zagreb           | Croacia                          | 1.691                                   |
| 85                     | 2000 | Tel Aviv         | Israel                           | 1.212                                   |
| 84                     | 1999 | Berlín           | Alemania                         | 2.712                                   |
| 83                     | 1998 | Montpellier      | Francia                          | 3.133                                   |
| 82                     | 1997 | Adelaida         | Australia                        | 1.224                                   |
| 81                     | 1996 | Praga            | República Checa                  | 2.972                                   |
| 80                     | 1995 | Tampere          | Finlandia                        | 2.443                                   |
| 79                     | 1994 | Seúl             | Corea del Sur                    | 1.776                                   |
| 78                     | 1993 | Valencia         | España                           | 1.863                                   |
| 77                     | 1992 | Viena            | Austria                          | 3.033                                   |
| 76                     | 1991 | Bergen           | Noruega                          | 2.400                                   |
| 75                     | 1990 | La Habana        | Cuba                             | 1.617                                   |
| 74                     | 1989 | Brighton         | Reino Unido                      | 2.280                                   |
| 73                     | 1988 | Róterdam         | Países Bajos                     | 2.321                                   |
| 72                     | 1987 | Varsovia         | Polonia                          | 5.946                                   |
| 71                     | 1986 | Pekín            | China                            | 2.482                                   |
| 70                     | 1985 | Augsburgo        | Alemania                         | 2.311                                   |
| 69                     | 1984 | Vancouver        | Canadá                           | 802                                     |
| 68                     | 1983 | Budapest         | Hungría                          | 4.834                                   |
| 67                     | 1982 | Amberes          | Bélgica                          | 1.899                                   |
| 66                     | 1981 | Brasilia         | Brasil                           | 1.749                                   |
| 65                     | 1980 | Estocolmo        | Suecia                           | 1.807                                   |
| 64                     | 1979 | Lucerna          | Suiza                            | 1.630                                   |
| 63                     | 1978 | Varna            | Bulgaria                         | 4.414                                   |
| 62                     | 1977 | Reikiavik        | Islandia                         | 1.199                                   |
| 61                     | 1976 | Atenas           | Grecia                           | 1.266                                   |
| 60                     | 1975 | Copenhague       | Dinamarca                        | 1.227                                   |
| 59                     | 1974 | Hamburgo         | Alemania                         | 1.651                                   |
| 58                     | 1973 | Belgrado         | Yugoslavia                       | 1.638                                   |
| 57                     | 1972 | Portland         | Estados Unidos                   | 923                                     |
| 56                     | 1971 | Londres          | Reino Unido                      | 2.071                                   |
| 55                     | 1970 | Viena            | Austria                          | 1.987                                   |
| 54                     | 1969 | Helsinki         | Finlandia                        | 1.857                                   |
| 53                     | 1968 | Madrid           | España                           | 1.769                                   |
| 52                     | 1967 | Róterdam         | Países Bajos                     | 1.265                                   |
| 51                     | 1966 | Budapest         | Hungría                          | 3.975                                   |
| 50                     | 1965 | Tokio            | Japón                            | 1.710                                   |
| 49                     | 1964 | La Haya          | Países Bajos                     | 2.512                                   |
| 48                     | 1963 | Sofía            | Bulgaria                         | 3.472                                   |
| 47                     | 1962 | Copenhague       | Dinamarca                        | 1.550                                   |
| 46                     | 1961 | Harrogate        | Reino Unido                      | 1.646                                   |
| 45                     | 1960 | Bruselas         | Bélgica                          | 1.930                                   |
| 44                     | 1959 | Varsovia         | Polonia                          | 3.256                                   |
| 43                     | 1958 | Maguncia         | Alemania                         | 2.021                                   |
| 42                     | 1957 | Marsella         | Francia                          | 1.468                                   |
| 41                     | 1956 | Copenhague       | Dinamarca                        | 2.200                                   |
| 40                     | 1955 | Bolonia          | Italia                           | 1.687                                   |
| 39                     | 1954 | Haarlem          | Países Bajos                     | 2.353                                   |
| 38                     | 1953 | Zagreb           | Yugoslavia                       | 1.760                                   |
| 37                     | 1952 | Oslo             | Noruega                          | 1.614                                   |
| 36                     | 1951 | Múnich           | Alemania                         | 2.040                                   |
| 35                     | 1950 | París            | Francia                          | 2.325                                   |
| 34                     | 1949 | Bournemouth      | Reino Unido                      | 1.534                                   |
| 33                     | 1948 | Malmö            | Suecia                           | 1.761                                   |
| 32                     | 1947 | Berna            | Suiza                            | 1.370                                   |
| Segunda Guerra Mundial |      |                  |                                  |                                         |
| 31                     | 1939 | Berna            | Suiza                            | 765                                     |
| 30                     | 1938 | Londres          | Reino Unido                      | 1.602                                   |
| 29                     | 1937 | Varsovia         | Polonia                          | 1.120                                   |
| 28                     | 1936 | Viena            | Austria                          | 854                                     |
| 27                     | 1935 | Roma             | Italia                           | 1.442                                   |
| 26                     | 1934 | Estocolmo        | Suecia                           | 2.042                                   |
| 25                     | 1933 | Colonia          | Alemania                         | 950                                     |
| 24                     | 1932 | París            | Francia                          | 1650                                    |
| 23                     | 1931 | Cracovia         | Polonia                          | 900                                     |
| 22                     | 1930 | Oxford           | Reino Unido                      | 1.211                                   |
| 21                     | 1929 | Budapest         | Hungría                          | 1.200                                   |
| 20                     | 1928 | Amberes          | Bélgica                          | 1.494                                   |
| 19                     | 1927 | Dánzig           | Ciudad libre de Dánzig           | 905                                     |
| 18                     | 1926 | Edimburgo        | Reino Unido                      | 960                                     |
| 17                     | 1925 | Ginebra          | Suiza                            | 953                                     |
| 16                     | 1924 | Viena            | Austria                          | 3.400                                   |
| 15                     | 1923 | Núremberg        | Alemania                         | 4.963                                   |
| 14                     | 1922 | Helsinki         | Finlandia                        | 850                                     |
| 13                     | 1921 | Praga            | Checoslovaquia                   | 2.561                                   |
| 12                     | 1920 | La Haya          | Países Bajos                     | 408                                     |
| Primera Guerra Mundial |      |                  |                                  |                                         |
| 11                     | 1915 | San Francisco    | Estados Unidos                   | 163                                     |
| 10                     | 1914 | París            | Francia                          | cancelado por la Primera Guerra Mundial |
| 9                      | 1913 | Berna            | Suiza                            | 1.203                                   |
| 8                      | 1912 | Cracovia         | Polonia                          | 1.000                                   |
| 7                      | 1911 | Amberes          | Bélgica                          | 1.800                                   |
| 6                      | 1910 | Washington D. C. | Estados Unidos                   | 357                                     |
| 5                      | 1909 | Barcelona        | España                           | 1.500                                   |
| 4                      | 1908 | Dresde           | Alemania                         | 1.500                                   |
| 3                      | 1907 | Cambridge        | Reino Unido                      | 1.317                                   |
| 2                      | 1906 | Ginebra          | Suiza                            | 1.200                                   |
| 1                      | 1905 | Boulogne-sur-Mer | Francia                          | 688                                     |